# Glucogenólisis
La glucogenólisis es un proceso catabólico y hace referencia a la degradación de glucógeno a glucosa o glucosa-6-fosfato. Se da cuando el organismo requiere un aumento de glucosa y, a través de este proceso, puede liberarse a la sangre y mantener su nivel (glucemia). Tiene lugar en casi todos los tejidos, aunque de manera especial en el músculo y en el hígado debido a la mayor importancia del glucógeno como combustible de reserva en estos tejidos.
Se lleva a cabo en el citosol y consiste en la eliminación de un monómero de glucosa de una molécula de glucógeno mediante desfosforilación para producir glucosa 1 fosfato, que después se convertirá en glucosa 6-fosfato, intermediario de la glucólisis.
Es antagónica la glucogenogénesis. Estimulada por el glucagón en el hígado, la epinefrina (adrenalina) en el músculo e inhibida por la insulina.
No es simplemente el proceso inverso de la glucogenogénesis. Como en esta última vía existen etapas irreversibles, la degradación del glucógeno debe realizarse utilizando, en esos pasos, enzimas distintas a las de la vía anabólica.
Las etapas de glucogenólisis son las siguientes:
1. Fosforólisis de glucógeno. La acción de fosforilasa cataliza la ruptura de uniones glucosídicas α(1→4) por inserción de fosfato en el carbono 1. El ortofosfato utilizado en esta reacción proviene del medio (Fósforo inorgánico); no es necesario gasto de ATP. La fosforilasa actúa a partir del extremo no reductor de las ramificaciones y libera glucosa-1-fosfato. La acción enzimática se detiene a cuatro restos antes de la próxima unión α(1→6), pues el enlace glucosídico α-1,6 detiene su acción. Aquí interviene otra enzima, oligo-α(1,4)→α(1,4)-glucantransferasa.
2. Hidrólisis de uniones glucosídicas α(1→6). La ruptura de este enlace se realiza por hidrólisis, catalizada por α-1,6-glucosidasa o enzima desramificante, que deja glucosa en libertad por cada nueve glucosas-1-P.
3. Formación de glucosa-6-P. La glucosa-1-P es convertida en glucosa-6-P por la fosfoglucomutasa. Es la misma reacción de la glucogenogénesis, en sentido inverso.
4. Formación de glucosa libre. La última etapa es la hidrólisis de glucosa-6-fosfato a glucosa y fosfato inorgánico, catalizada por glucosa-6-fosfatasa.
Para llevar a cabo la glucogenólisis son necesarias tres enzimas citosólicas: 
- La glucógeno fosforilasa que segmenta secuencialmente los enlaces glucosídicos para producir glucosa 1 fosfato. Esta enzima solamente liberará una molécula de glucosa que se encuentre, por lo menos, a cinco unidades del punto de ramificación.[5]
- La fosfoglucomutasa en la que un grupo fosfato se transfiere desde la fosfoenzima activa a la glucosa 1 fosfato, formando glucosa 1,6-bisfosfato, la cual fosforila nuevamente a la enzima para producir glucosa 6 fosfato,[5] la cual puede hidrolizarse a glucosa (en hígado) o seguir la vía glucolítica (hígado y músculo).
- La glucosil transferasa α(1,4)→α(1,4) y la amilo-α-1,6-glucosidasa, también llamada enzima desramificadora, que contiene dos sitios catalíticos en una única subunidad de 160 000 D que cataliza dos reacciones sucesivas. En la primera actúa como una glucosiltransferasa y transfiere una cadena de tres restos glucosilo desde una de las cadenas acortadas al extremo de otra. Una de ellas tendrá entonces un solo resto glucosilo unido por un enlace α(1→6), mientras que la otra tendrá siete restos glucosilo y, en consecuencia, podrá ser atacada de nuevo por la fosforilsa. En esta segunda reacción, la enzima desramificadora, hidroliza el residuo que permanecía unido por el enlace α(1→6), produciendo glucosa libre.[5] Su deficiencia produce la enfermedad de Cori y la enfermedad de Pompe.